# 科萨 (西班牙)
科萨，是西班牙阿拉贡自治区特鲁埃尔省的一个市镇。总面积55平方公里，总人口93人（2001年），人口密度2人/平方公里。